# Władysław Kruk
Władysław Jan Kruk (ur. 24 listopada 1931 w Łaziskach, zm. 2 listopada 1996) – polski polityk, poseł na Sejm PRL VIII kadencji, urzędnik konsularny.

## Życiorys
Syn Michała i Stefanii. W 1951 wstąpił do Polskiej Zjednoczonej Partii Robotniczej. Należał także do Związku Młodzieży Polskiej. W latach 1953–1959 studiował w Wyższej Szkole Rolniczej w Lublinie, uzyskując tytuł zawodowy magistra rolnictwa. Od 1 marca 1975 do 30 lipca 1977 był dyrektorem Zjednoczenia Państwowych Gospodarstw Rolnych w Lublinie. Od 1959 do 1962 był instruktorem, a od 1962 do 1966 zastępcą kierownika Wydziału Rolnego Komitetu Wojewódzkiego PZPR w Lublinie. W KW zasiadł w 1967. Od 1 sierpnia 1966 do 31 sierpnia 1969 pełnił także funkcję I sekretarza Komitetu Powiatowego PZPR we Włodawie. W Komitecie Wojewódzkim od 1969 do 1971 był sekretarzem rolnym, a w latach 1971–1975 sekretarzem organizacyjnym, będąc w okresie tych sześciu lat także członkiem egzekutywy KW, którym ponownie został 25 lipca 1977. W latach 1977–1982 pełnił funkcję I sekretarza KW i przewodniczącego Prezydium Wojewódzkiej Rady Narodowej. Od 15 lutego 1980 do 20 lipca 1981 zasiadał w Komitecie Centralnym PZPR, od 24 sierpnia 1980 będąc także zastępcą członka Biura Politycznego. W latach 1982–1986 pełnił funkcję konsula generalnego PRL w Kijowie. 
Od 1980 do 1985 pełnił mandat posła na Sejm PRL VIII kadencji, reprezentując okręg Lublin. Zasiadał w Komisji Administracji, Gospodarki Terenowej i Ochrony Środowiska. Odznaczony Krzyżem Komandorskim i Kawalerskim Orderu Odrodzenia Polski.
Pochowany na cmentarzu komunalnym przy ulicy Białej w Lublinie.